# Resolució 1681 del Consell de Seguretat de les Nacions Unides
La Resolució 1681 del Consell de Seguretat de les Nacions Unides fou adoptada per unanimitat el 31 de maig de 2006. Després de reafirmar totes les resolucions sobre la situació entre Eritrea i Etiòpia, particularment les resolucions 1320 (2000), 1430 (2003),  1640 (2005) i 1678 (2006), el Consell va ampliar el mandat de la Missió de les Nacions Unides a Etiòpia i a Eritrea (UNMEE) fins al 30 de setembre de 2006 i va reduir la seva mida en un terç.

## Resolució

### Observacions
El Consell de Seguretat va reafirmar el seu suport al procés de pau entre els dos països i la plena implementació de l'acord d'Alger i la decisió de la Comissió de Fronteres Eritrea-Etiòpia (EEBC) que era important per a una pau duradora a la regió.
Va reafirmar la integritat i el respecte de la Zona de Seguretat Temporal (TSZ) i va demanar a Etiòpia i Eritrea que proporcionessin i proporcionessin a la MINUEE l'accés, assistència, suport i protecció necessaris. Els membres del Consell van agrair als països que havien aportat tropes a la UNMEE i va acollir amb beneplàcit la intenció del secretari general de les Nacions Unides Kofi Annan de mantenir l'operació sota revista.

### Actes
El mandat de la UNMEE es va ampliar per quatre mesos, segons la resolució, que va aprovar la reconfiguració del component militar de la UNMEE per desplegar 2.300 soldats, inclosos 230 observadors militars; aquesta va ser reduïda a 3.500. Igual que amb les resolucions anteriors al respecte, exigia el compliment de la resolució 1640 i que Etiòpia i Eritrea proporcionessin l'accés, l'assistència, el suport i la protecció necessaris a l'operació de manteniment de la pau.
Mentrestant, el Consell va demanar a totes les parts que cooperessin plenament amb l'EEBC en el procés de demarcació. Es va demanar a la comunitat internacional que continués donant suport a la UNMEE i les contribucions al fons fiduciari establert a la Resolució 1177 (1998).
Finalment, es va demanar al Secretari General que proporcionés actualitzacions sobre la situació.